# Home run

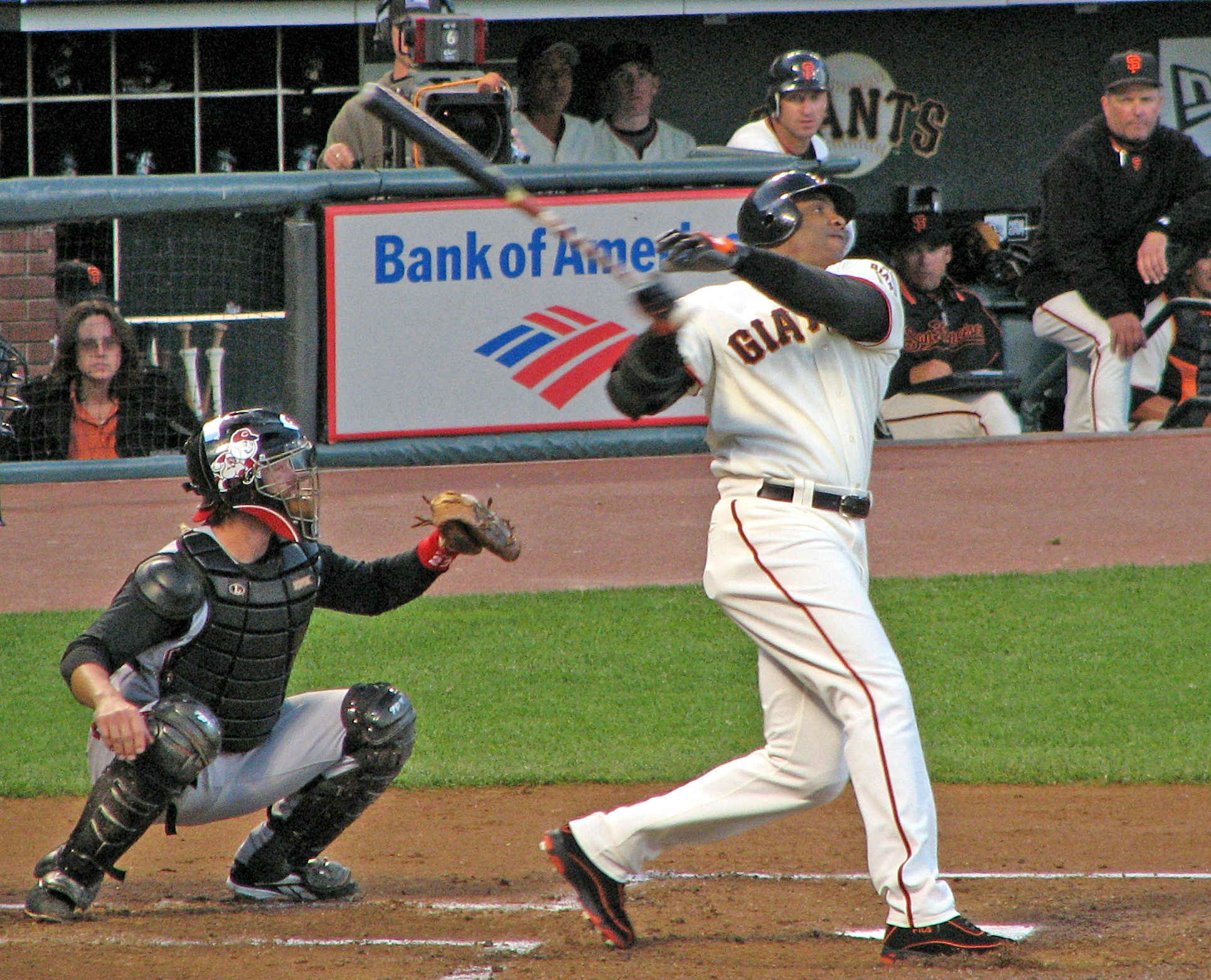
Barry Bonds nắm giữ kỷ lục mọi thời đại về số lần ghi home run tại Giải bóng chày nhà nghề Mỹ

Trong bóng chày, một cú đánh ghi điểm trực tiếp, hay home run, homerun hoặc homer (viết tắt là HR ) được tính điểm khi đánh trả bóng mà tay đánh chạy hết vòng các chốt và về chốt nhà ghi điểm an toàn chỉ trong một pha bóng đó mà không có bất kỳ lỗi nào từ đội phòng thủ. Một cú home run thường được thực hiện bằng cách đánh bóng bay qua hàng rào ngoài sân hợp lệ giữa hai cột biên (hoặc bật khỏi cột biên) mà không chạm đất.
Những cú home run trong sân, khi cầu thủ đánh bóng chạy hết vòng về chốt nhà an toàn khi bóng sống còn trong sân, là rất hiếm. Trong những trường hợp hiếm hoi hơn nữa, một cầu thủ phòng ngự cố gắng bắt bóng xử lí hỏng và để bật bóng qua hàng rào ngoài sân cũng bị tính là một cú home run cho đối phương. 
Theo thông lệ thống kê trong bóng chày, người đánh được home run sẽ được tính một cú hit, một điểm ghi được (run) và một điểm đánh về (RBI) cộng với số RBI ứng với số chân chạy trên chốt được đẩy về trong tình huống. Trong khi đó, cầu thủ giao bóng bị ghi nhận là để lọt một cú hit và để mất số điểm bằng tổng số cầu thủ về ghi điểm trong tình huống home run.
Home run là một trong những khía cạnh thu hút nhiều sự chú ý nhất trong môn bóng chày và do đó, những người có khả năng đánh home run tốt thường được người hâm mộ yêu thích nhất và thường được các đội trả lương cao nhất - dẫn tới câu ngạn ngữ, "Đánh home run lái Cadillac, đập hit vặt thì lái xe Ford" (bắt nguồn từ câu nói bởi cầu thủ ném bóng kỳ cựu Fritz Ostermueller trong khoảng năm 1948, khi chỉ dạy cho người đồng đội trẻ của mình là Ralph Kiner).  

## Các kiểu ghi home run

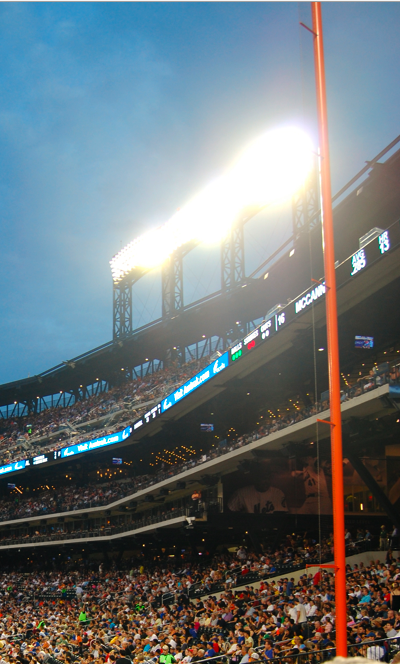
Nếu bóng đánh vào cột biên (cột màu cam bên phải), quả bóng được tính là hợp lệ và người đánh bóng sẽ được tính ghi home run.

Một cú đánh home run thường được tính khi bóng được đánh (bóng sống) qua hàng rào ngoài sân giữa các cột cột biên (ở trong biên) mà không chạm đất và không bị cầu thủ phòng ngự bắt được hay làm chệch hướng trở lại sân. Một quả bóng sống cũng được tính là home run nếu nó chạm vào cột biên hay các bộ phận gắn liên cao hơn hàng rào, vì theo luật, các cột biên nằm trong khu vực trong biên. Ngoài ra, nhiều sân bóng chày có luật riêng nêu rõ rằng một bóng sống bay vào một vị trí hoặc vật cố định cụ thể cũng được một cú home run; điều này thường áp dụng cho các vật thể nằm ngoài hàng rào sân nhưng ở những vị trí mà trọng tài khó có thể phán đoán.
Trong bóng chày chuyên nghiệp, một quả bóng sống chạm đất nảy qua tường ngoài sân sẽ tự động được tính là một cú hit đúp (lên 2 chốt). Tình huống này còn được gọi là "ground rule double" thống nhất theo luật tại toàn bộ giải Major League Baseball, theo các quy tắc MLB 5.05(a)(6) đến 5.05(a)(9).  :22–23
Cầu thủ phòng ngự được phép với tay qua tường để cố gắng bắt bóng miễn là chân của cầu thủ, bất kể chạm đất hay trên không, chưa vượt qua mặt sân thi đấu, và nếu bắt được khi bóng còn đang bay thì người đánh bóng sẽ bị loại, ngay cả khi bóng bay qua tường rào. Tuy nhiên, vì cầu thủ phòng ngự không được tính là một phần của mặt sân thi đấu nên một quả bóng nảy ra khỏi người (hay găng) cầu thủ phòng ngự và bay qua tường mà không chạm đất vẫn được coi là một cú home run. Một cầu thủ phòng ngự không được cố tình ném găng tay, mũ, bất kỳ thiết bị hoặc trang phục nào để ngăn chặn hoặc làm chệch hướng một quả bóng sống, và trọng tài có thể công nhận cú home run cho người đánh bóng nếu một cầu thủ phong ngự làm như vậy với một quả bóng mà theo phán đoán của trọng tài, sẽ là một cú home run nếu không có hành vi trên (điều này rất hiếm trong bóng chày chuyên nghiệp hiện đại). 
Tất cả tình huống home run thực hiện theo bất kỳ cách nào nêu trên sẽ được tự động công nhận. Quả bóng, dù có bật trở lại sân, sẽ được coi là bóng chết, và cầu thủ đánh bóng cùng những chân chạy trên các chốt không thể bị loại bất cứ lúc nào trong khi chạy qua các chốt. Tuy nhiên, nếu một hoặc nhiều chân chạy không chạm vào hết chốt hoặc chạy vượt chân chạy khác trước khi đến được đĩa nhà, thì chân chạy đó có thể bị tính loại trong trường hợp kháng cáo, mặc dù họ vẫn có thể quay lại và chạm bù chốt đã bỏ qua khi chưa chạm chốt thứ tiếp đó (hoặc đĩa nhà trong trường hợp bỏ qua chốt ba), hay không bị cầu thủ chạy đằng sau vượt qua. Điều khoản này nằm trong Quyết định được chấp thuận (2) của Quy tắc 7.10(b). 

### Home run ghi trong sân
Một Home run trong sân là một tình huống hiếm hoi trong đó một cầu thủ đánh bóng chạy kịp hết bốn chốt để ghi điểm mà bóng sống vẫn nằm trong sân. Không giống như cú đánh bóng ra ngoài sân, cầu thủ đánh bóng và tất cả những chân chạy phía trước đều có thể bị đội phòng thủ loại bất cứ lúc nào trước khi chạy về ghi điểm. Tình huống này chỉ có thể xảy ra nếu quả bóng không rời khỏi mặt sân thi đấu.
Vào những buổi đầu của môn bóng chày, khu vực sân ngoài của các sân rộng rãi hơn nhiều, dẫn tới ít khả năng home run do đánh bóng ra ngoài rào, nhưng cũng tăng khả năng ghi home run ở trong sân, vì bóng lọt qua hàng cầu thủ sân ngoài sẽ lăn xa hơn trước khi cầu thủ có thể thu hồi bóng về để kịp loại các chân chạy.
Tuy nhiên, với việc các sân bóng hiện đại có diện tích nhỏ hơn nhiều và có thiết kế đồng đều hơn, những cú home run ghi trong sân hiện nay rất hiếm. Chúng thường xảy ra khi một cầu thủ chạy nhanh đánh bóng lọt vào một góc sâu ngoài sân và bóng nảy bất ngờ ra xa cầu thủ phòng ngự gần nhất đuổi theo (ví dụ, bật ra một mảng cỏ trên sân hoặc bật tường ngoài sân), cầu thủ sân ngoài bị thương trong tình huống và không thể đuổi được bóng, hoặc phán đoán sai và xử lí hỏng bóng theo cách mà không thể nhanh chóng thu hồi bóng sau đó (ví dụ, lao xuống bắt trượt bóng). Tốc độ của cầu thủ chạy cũng rất quan trọng vì ngay cả những hit lên được 3 chốt cũng tương đối hiếm trong hầu hết các sân bóng chày hiện đại. 
Nếu bất kỳ pha phòng thủ nào về tình huống trên được trọng tài thống kê coi là lỗi phòng ngự thì tình huống đó sẽ không được tính là home run trong sân. Thay vào đó, nó được tính là hit một, hai hoặc ba chốt, và cầu thủ đánh bóng và bất kỳ chân chạy nào có liên quan được cho là đã chiếm tất cả các chốt còn lại do tận dụng tình huống lỗi. Tuy nhiên, tất cả số điểm ghi được trong tình huống trên vẫn được tính.

## Số điểm đánh về bằng home run
Một cú home run thường được phân loại bằng số lượng chân chạy trên chốt tại thời điểm ghi được. Một cú home run khi trên chốt không sẵn chân chạy - "home run 1 điểm", thường được gọi là solo home run. Tương ứng số chân chạy có sẵn trên chốt, cú home run sẽ được gọi theo tổng điểm ghi bởi số chân chạy trên và một điểm của cầu thủ đánh home run. Ví dụ, home run khi sẵn 1 hay 2 chân chạy trên chốt được gọi là home run 2 điểm và home run 3 điểm.
Trong trường hợp có sẵn sân chạy trên tất cả 3 chốt, home run tình huống trên thường được gọi là grand slam chứ không phải "home run bốn điểm". Đánh một cú grand slam là thành tích tốt nhất có thể ghi được trong một lượt đánh bóng và là kết quả tệ nhất có thể gặp phải trong một tình huống cho cầu thủ ném bóng và đội đang phòng ngự.

## Các tình huống và thành tích home run

### Walk-off home run
Một cú home run ấn định chiến thắng (Walk-off home run) là một cú home run ghi bởi do đội chủ nhà (hay đội được xếp tấn công cuối các hiệp), ở cuối hiệp thứ chín, hiệp phụ bất kì hoặc hiệp đấu cuối cùng theo thời gian thi đấu khác, giúp đội chủ nhà giành phần thắng và kết thúc trận đấu ngay sau đó. Thuật ngữ gốc walk-off được cho là do cầu thủ giao bóng hộ công Dennis Eckersley đặt ra,  để chỉ bất kì tình huống nào ghi điểm kết thúc tương tự, với hình tượng đội thua cuộc phải "bước ra khỏi sân" (walk off).

### Home run mở màn
Một cú home run mở màn (leadoff home run) là cú home run được ghi bởi cầu thủ được xếp lên đánh bóng đầu tiên của một đội, lên đánh đầu tiên trong hiệp đầu tiên của trận đấu. Tại MLB, Rickey Henderson nắm giữ kỷ lục với 81 lần ghi home run mở màn trong sự nghiệp,   còn Craig Biggio nắm giữ kỷ lục sự nghiệp tại chi giải National League với 53 lần, đứng thứ tư toàn giải sau Henderson, George Springer với 60 và Alfonso Soriano với 54.  Tính đến ngày 21 tháng 8 năm 2024, George Springer đang nắm giữ kỷ lục home run mở màn trong sự nghiệp trong số những cầu thủ đang thi đấu, với 60 lần, xếp thứ hai mọi thời đại. 

### Home run ghi liên tiếp
Những cú home run được ghi liên tiếp xảy ra khá thường xuyên. Khi một cầu thủ ném bóng để mất một cú home run, anh ta có thể mất bình tĩnh và cố gắng "gỡ gạc" khi cố gắng giành lợi thế trước lượt đối phương đánh bóng tiếp theo bằng cách nhồi nhiều cú ném thẳng vào vùng bóng tốt. Đôi khi, chiến thuật trên có thể bị tay đánh bóng tiếp theo bắt bài và tận dụng triệt để.

Trong lịch sử MLB, có hai lần một cặp anh em ruột liên tiếp ghi home run. Vào ngày 23 tháng 4 năm 2013, hai anh em Melvin Upton Jr. (trước đây là B.J Upton) và Justin Upton đã lần lượt đánh hai cú homerun liên tiếp.  Lần đầu tiên thành tích này được thực hiện vào ngày 15 tháng 9 năm 1938, bởi Lloyd Waner và Paul Waner. 

Một tình huống home run ghi liên tiếp đáng chú ý khác diễn ra vào ngày 14 tháng 9 năm 1990, khi Ken Griffey Sr. và Ken Griffey Jr. lần lượt ghi điểm trực tiếp trước Kirk McCaskill, trở thành cặp cha con duy nhất làm được điều này trong lịch sử Major League.

Thành tích bốn cú home run được ghi liên tiếp chỉ xảy ra mười một lần trong lịch sử Giải bóng chày nhà nghề Mỹ. Lần gần đây nhất thành tích trên xảy ra là vào ngày 2 tháng 7 năm 2022, khi  Nolan Arenado, Nolan Gorman, Juan Yepez và Dylan Carlson của St. Louis Cardinals ghi bốn pha ghi điểm trực tiếp liên tiếp trong hiệp đầu tiên trước cầu thủ ném bóng Kyle Gibson của Philadelphia Phillies.

### Thành tích chu kì home run

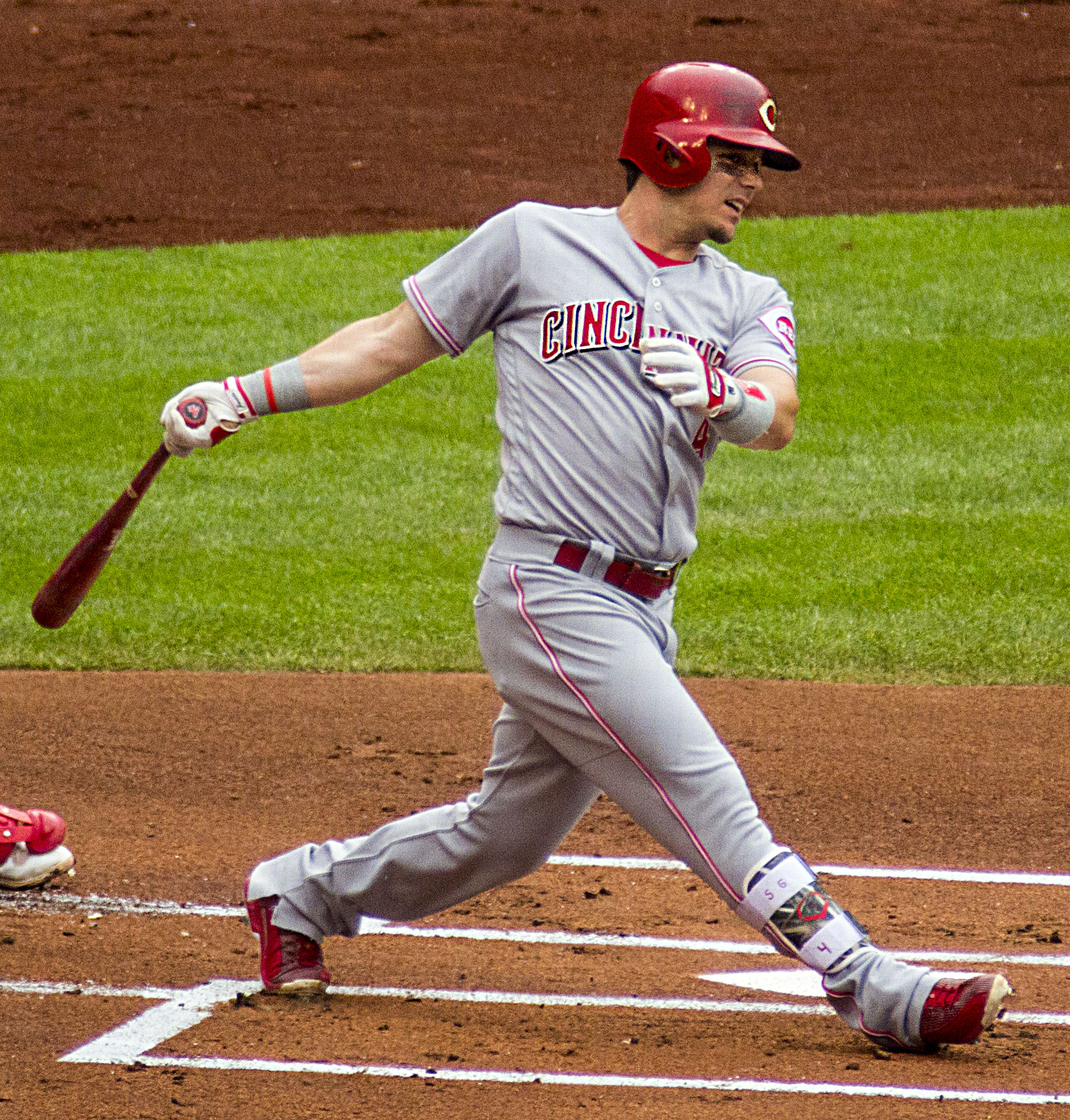
Scooter Gennett đã ghi bốn home run trong một trận đấu năm 2017, trong đó suýt nữa hoàn thành một chu kỳ home run.

Một biến thể của thành tích chu kỳ hit, "chu kỳ home run" là khi một cầu thủ đánh đủ solo home run, home run 2 điểm, home run 3 điểm và grand slam trong cùng một trận đấu. Đây là một thành tích cực kỳ hiếm có vì không chỉ đòi hỏi cầu thủ đánh bóng không chỉ phải đánh bốn cú home run trong một trận đấu mà còn phải đánh được khi có sẵn một số lượng chân chạy nhất định trên các chốt. Điều này hầu hết nằm ngoài tầm kiểm soát của cầu thủ lập thành tích, chẳng hạn như khả năng lên chốt của đồng đội và thứ tự mà cầu thủ trên ra đánh trong một hiệp đấu cụ thể. Một biến thể khó hơn nữa của chu kỳ home run là "chu kỳ home run tự nhiên", trong đó một cầu thủ đánh home run theo thứ tự cụ thể được liệt kê ở trên.
Chưa bao giờ có ai đạt được một chu kì home run trong lịch sử MLB, trong số vỏn vẹn 18 trường hợp cầu thủ đánh được bốn home run trong một trận đấu .  Mặc dù nhiều chu kỳ home run đã được ghi nhận trong bóng chày đại học,   chỉ có hai chu kỳ home run từng được ghi nhận trong một trận bóng chày chuyên nghiệp: một thuộc về Tyrone Horne của Arkansas Travelers trong một trận bóng chày hạng dưới cấp 2A với San Antonio Missions vào ngày 27 tháng 7 năm 1998,  và chu kỳ còn lại được thực hiện bởi Chandler Redmond của Springfield Cardinals tại Texas League trong một trận đấu với Amarillo Sod Poodles vào ngày 10 tháng 8 năm 2022. 

Biểu đồ số home run (màu xanh), và số lần cướp chốt (màu hồng) trung bình tại một trận đấu tại MLB từ 1900 đến 2008.

## Lịch sử
Ở môn bóng chày thời kì đầu, khi trái bóng ít khi bay xa và các sân bóng thường có khoảng sân ngoài rất rộng, hầu hết các cú home run đều được ghi trong sân. Từ "run" (chạy ghi điểm) trong home run bấy giờ thực sự mang đúng nghĩa với việc phải chạy hết vòng các chốt trong một tình huống bóng sống. Những cú đánh bóng qua hàng rào rất hiếm và chỉ xảy ra ở những sân bóng có hàng rào khá gần. Thậm chí, cầu thủ đánh bóng không được khuyến khích đánh bóng cao và xa ra ngoài hàng rào, vì bóng sẽ bị hầu hết tính là fly out nếu họ cố làm như vậy. Mối lo ngại trên là vì theo luật bóng chày vào thế kỷ 19, một quả bóng bị bắt sau một lần nảy vẫn bị coi là fly out. Cũng vì thế, trọng tâm trong lối chơi tấn công, mà bây giờ được gọi là "lối đánh bóng bỏ nhỏ", phổ biến ở thời kì này là đánh bóng thấp và và có điều hướng. Người đầu tiên đánh được cú home run tại National League là Ross Barnes của đội Chicago White Stockings (nay được gọi là Chicago Cubs), vào năm 1876.
Vị thế của home run trong môn bóng chày thay đổi đáng kể kể từ một thời kì sau Thế chiến thứ nhất gọi là "kỷ nguyên bóng sống" (live-ball era). Đầu tiên, với sự nâng cao chất lượng đáng kể vật liệu và quy trình sản xuất hàng loạt, trái bóng thi đấu có lõi bằng bần xuất hiện trong thời kì này có tính chất cơ lí nảy xa hơn hẳn. Ngoài ra, luật thi đấu được ban hành trong những năm 1920, với các điều chỉnh bao gồm cấm ném cú "bóng đờm" (spitball) và yêu cầu phải thay bóng nếu bị mòn hoặc bẩn. Những thay đổi trên khiến cho quả bóng chày dễ nhìn, dễ đánh và dễ đập ra khỏi sân hơn. Trong khi đó, với việc môn bóng chày ngày càng trở nên phổ biến, nhiều sân đã xây dựng khán đài cố định tại hàng rào, thu hẹp diện tích sân ngoài và tăng khả năng đánh những cú home run khỏi sân. Các CLB có những tay đánh có uy lực, tiêu biểu là New York Yankees, đã tiến tới thống trị giải đấu, và các đội khác phải chuyển trọng tâm chiến thuật từ bóng sống trong sân sang "chạy đua sức mạnh" để theo kịp.
Trước năm 1931, Major League Baseball qui định một quả bóng trong biên nảy qua hàng rào ngoài sân cũng được tính là một cú home run.  Luật sau đó đã được thay đổi chỉ công nhận home run với bóng bay qua rào không chạm đất, và những quả bóng nảy đất lên khán đài sẽ tự động được tính là hit 2 chốt. Quả bóng "nảy" cuối cùng được tính là home run tại MLB được đánh bởi Al López của Brooklyn Robins vào ngày 12 tháng 9 năm 1930, tại Sân vận động Ebbets .  Một điểm lưu ý từ luật thời kì trước là nếu bóng nảy người cầu thủ phòng ngự bay qua hàng rào ngoài sân trong biên mà không chạm đất vẫn được tính là một cú home run, theo luật MLB 5.05(a)(9).  :23 Ngoài ra, luật MLB 5.05(a)(5) vẫn quy định rằng một quả bóng được đánh qua hàng rào ở khu vực hợp lệ có độ cao dưới 250 foot (76 m) từ chốt nhà "sẽ cho phép người đánh bóng tiến tới chốt hai",  :22 vì một số sân bóng chày thời kì đầu có một số phần sân rất ngắn.

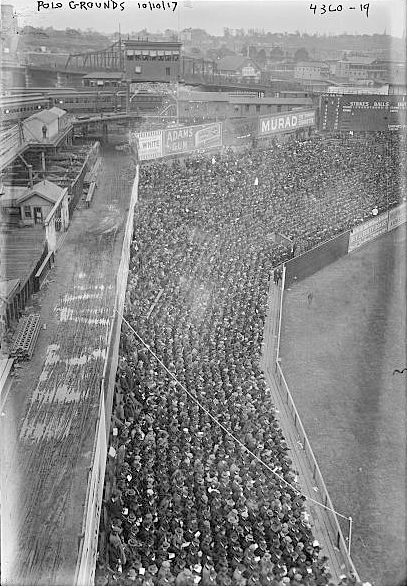
Đường biên trái của sân Polo Grounds kẻ bằng dây dẫn, nhìn từ tầng trên, năm 1917

Trước khoảng năm 1931, quả bóng không chỉ phải bay qua hàng rào trong biên (khu vực hợp lệ) mà còn phải rơi xuống khu vực khán đài gióng trong biên hoặc vẫn ở trong biên khi biến mất khỏi tầm nhìn. Luạt này quy định bóng cần "trong biên khi nhìn thấy lần cuối" được xác định bởi trọng tài .  Những bức ảnh chụp tại các sân vận động thời đó như Polo Grounds và Sân vận động Yankee, cho thấy những sợi dây thừng được giăng từ cột biên đến phía sau khán đài, hoặc một "cột biên" thứ hai ở phía xa khán đài, theo một đường thẳng với vạch biện, như một phương tiện hỗ trợ trực quan cho trọng tài. Các sân bóng chày vẫn sử dụng tấm lưới hoặc màn chắn gắn vào cột biên ở phía trong biên làm phương tiện hỗ trợ trực quan thay thế cho dây thừng. Giống như bóng bầu dục Mỹ, trước đây để ghi điểm cuối sân (touchdown) cần phải chạm bóng vào mặt sân vùng cầu môn nhưng giờ chỉ cần bóng có vị trí "vượt qua mặt gióng đứng" vạch cầu môn, trong bóng chày, bóng chỉ cần "vượt qua mặt gióng đứng" của hàng rào ở khu vực hợp lệ (trừ khi bóng bị một cầu thủ phòng ngự bắt được, trong trường hợp đó, người đánh bóng sẽ bị loại).
Cú home run thứ 60 của Babe Ruth vào năm 1927 đã gây ra khá nhiều tranh cãi vì nó chỉ rơi trên khán đài suýt soát ở vùng ngoài biên bên phải sân. Ruth đã mất rất nhiều home run trong sự nghiệp của mình do quy tắc "trong biên khi nhìn thấy lần cuối" kể trên. Bill Jenkinson, trong cuốn sách The Year Babe Ruth Hit 104 Home Runs, ước tính rằng Ruth đã mất ít nhất 50 và nhiều nhất là 78 lần trong sự nghiệp của mình vì quy tắc này.
Vào những năm 2020, các đội bóng thuộc Major League Baseball ngày càng ưa chuộng việc ăn mừng những cú home run bằng đạo cụ.  Ví dụ, các cầu thủ được phép trưng dụng một số đạo cụ khi ăn mừng như mũ mão, áo khoác, kiếm hoặc đinh ba.

## Kỉ lục
Giải bóng chày nhà nghề Mỹ đã và đang duy trì tục thống kê tổng số home run mọi thời đại tại các đội, bao gồm cả các đội đã giải thể (trước năm 1900), cũng như của từng cầu thủ. Gary Sheffield đã đánh cú home run thứ 250.000 trong toàn bộ lịch sử MLB với cú grand slam vào ngày 8 tháng 9 năm 2008.  Lần đánh bóng trước đó, Sheffield cũng đã đánh được cú home run thứ 249.999 tron lịch sử MLB trước Gio González.
Kỷ lục được xác minh mọi thời đại về số lần home run trong sự nghiệp của một cầu thủ bóng chày chuyên nghiệp, được nắm giữ bởi Oh Sadaharu, với 868 lần. Oh đã dành toàn bộ sự nghiệp thi đấu của mình tại CLB Yomiuri Giants tại Nippon Professional Baseball của Nhật Bản. Kỉ lục trên không bao gồm giải đấu dành cho người da màu Hoa Kỳ trong thời kỳ phân biệt chủng tộc (do số liệu thống kê thiếu nhất quán giữa các nguồn tư liệu, vậy nên không đảm bảo chất lượng khi đánh giá số home run của).
Tại Major League Baseball, kỷ lục home run sự nghiệp thuộc về Barry Bonds với 762 lần. Bonds phá vỡ kỷ lục trước đó của Hank Aaron vào ngày 7 tháng 8 năm 2007, khi ông đánh cú home run thứ 756 tại AT&T Park trước tay ném Mike Bacsik .  Ngoài Bonds, chỉ có tám cầu thủ MLB khác đã đạt tới cột mốc 600 home run trong sự nghiệp: Hank Aaron (755), Babe Ruth (714), Albert Pujols (703),  Alex Rodriguez (696),  Willie Mays (660), Ken Griffey Jr. (630), Jim Thome (612) và Sammy Sosa (609).  Giancarlo Stanton nắm giữ kỷ lục trong số cầu thủ MLB còn đang thi đấu với 429 lần tính đến cuối mùa giải 2024.
Barry Bonds cũng giữ kỉ lục số home run ghi trong một mùa giải toàn thế giới và tại MLB, với 73 lần vào năm 2001.  Những kỷ lục home run trong một mùa giải trước đó bao gồm: Babe Ruth với 60 home run vào năm 1927, Roger Maris với 61 lần vào năm 1961, Aaron Judge với 62 home run vào năm 2022 (kỉ lục tại American League), Sammy Sosa và Mark McGwire với lần lượt 66 và 70 lần vào năm 1998. 
Tại Nippon Professional Baseball, kỉ lục home run trong một mùa giải hiện thuộc về Wladimir Balentien (60 lần vào năm 2013), trong khi kỉ lục trong số các cầu thủ quốc nội thuộc về Murakami Munetaka (56 lần vào năm 2022). Tại KBO League, kỉ lục trên thuộc về Lee Seung-Yeup (56 lần vào năm 2003).
Tháng 5 năm 2019 chứng kiến số home run nhiều nhất ghi được trong một tháng trong lịch sử MLB với 1135 lần trên toàn giải. Trong tháng này, 44,5% tổng điểm ghi được là kết quả của một cú home run, phá vỡ kỷ lục trước đó là 42,3%. 
Trong khuôn khổ các vòng playoff MLB, cầu thủ có nhiều home run nhất trong sự nghiệp là Manny Ramirez với 29 lần. Jose Altuve (23), Bernie Williams (22), Derek Jeter (20) và Kyle Schwarber (20) là những cầu thủ còn lại đạt cột mốc 20 lần home run trong sự nghiệp tại các vòng playoff. Các cầu thủ còn lại trong top mười tính đến cuối mùa giải 2021 là Albert Pujols (19), George Springer (19), Carlos Correa (18), Reggie Jackson (18), Mickey Mantle (18, tất cả đều tại World Series) và Nelson Cruz (18). Về số home run nhiều nhất trong một kì playoff, kỉ lục thuộc về Randy Arozarena với 10 lần, được thực hiện trong kì playoff năm 2020. 

### Các môn thể thao khác
- Sáu điểm (cricket)